# 팀 버너스리
팀 버너스리 경(영어: Sir Tim Berners-Lee, OM, KBE, FRS, 1955년 6월 8일 ~ )은 영국의 컴퓨터 과학자이다.
1989년 월드 와이드 웹의 하이퍼텍스트 시스템을 고안하여 개발했다. 인터넷의 기반을 닦은 여러 공로로 웹의 아버지라고 불리는 인물 중 하나이다.
URL, HTTP, HTML 최초 설계와 구현도 CERN 시절에 동료였던 로베르 카이오(Robert Cailliau) 등과 함께 그가 주도한 것이다.
차세대 웹 기술인 시맨틱 웹 기술의 표준화에 힘쏟고 있다.

## 생애
버너스리는 잉글랜드 런던에서 태어났으며, 부모는 메리 리 우즈(Mary Lee Woods)와 콘웨이 버너스리(Conway Berners-Lee)이다.
1990년에 낸시 칼슨(Nancy Carlson)과 결혼하였으나 2011년 이혼하였다.
2014년, 버너스리와 로즈메리 리스(Rosemary Leith)가 런던 세인트 제임스 궁전에서 결혼하였다.

## 약력
- CERN에서 WWW 개념의 기초가 된 인콰이어(Enquire)를 개발.
- 1989년 글로벌 하이퍼텍스트 프로젝트를 제안.
- 1990년 최초의 하이퍼텍스트 브라우저와 편집기를 개발.
- 1991년 8월 6일 최초의 웹사이트가 만들어짐.
- 1994년 W3C(World Wide Web Consortium)를 창립.
- 1997년 4등급 대영 제국 훈장(OBE)을 받음.[3]
- 2002년 BBC '위대한 영국인 100(100 Greatest Britons)'에 선정됨.
- 2004년 6월 15일 밀레니엄 테크놀로지 상(Millennium Technology Prize)의 첫 수상자가 됨.
- 2004년 2등급 대영 제국 훈장(KBE, 작위급 훈장)을 받음.[4]
- 2007년 메리트 훈장(OM)을 받음.[5]
- 2016년 튜링상을 받음.

## 저서
- 당신이 꿈꾸는 인터넷 세상 월드와이드웹(Weaving the web), ISBN 89-475-2329-1
- 정보 관리: 한가지 제안(Tim Berners-Lee, CERN)